# Hans Sandberg (bergsingenjör)
Hans Sandberg född 1939 är en svensk bergsingenjör och ledamot av Kungliga Ingenjörsvetenskapsakademien.

## Biografi
Sandberg disputerade 1972 på en avhandling om ståltillverkning. Han intresserade sig för utvecklingsfrågor inom svensk stålindustri och avancerade till forskningschef vid SSAB. Han invaldes 1990 i Kungliga Ingenjörsvetenskapsakademien och blev senare teknisk chef vid Jernkontoret där han ledde nordiskt samarbete inom stål- och järnforskning. Han medverkade till tillkomsten av utbildningsstipendier för att underlätta rekrytering av studenter till naturvetenskapliga och tekniska utbildningar med inriktning mot stålindustrins behov. 2003 rankades han som nummer 39 på Ny Tekniks lista över personer med störst inflytande över svensk teknisk och naturvetenskaplig forskning.

### Utmärkelsen Stålbjörnen
2007 tilldelades han utmärkelsen Stålbjörnen från stiftelsen Björn Wahlströms fond med följande motivering:
”Hans Sandberg tilldelas Stålbjörnen 2007 för sitt engagerade arbete att etablera en civilingenjörsutbildning i Borlänge med inriktning på bearbetningsteknik. Denna utbildning har varit till stort gagn speciellt för den mellansvenska stålindustrin.
Som Jernkontorets forskningsdirektör drev Hans Sandberg framgångsrikt tesen att den minskade utbildningen av ”Bergsingenjörer” riskerade att starkt begränsa den svenska stålindustrins utvecklingsmöjligheter. Han motiverade Jernkontorets Fullmäktige att göra rejäla satsningar i sådan utbildning såväl vid KTH som vid högskolan i Dalarna.
Genom sin förmåga att samverka med högskolorna och andra intressenter och därigenom bygga starka nätverk bidrog han väsentligt till att en civilingenjörsutbildning etablerades i Borlänge med inriktning på bearbetningsteknik.”